# Sergio Batista
Sergio Daniel Batista (Buenos Aires, 9 de noviembre de 1962) es un exfutbolista y entrenador argentino. Actualmente es secretario general deportivo de la Federación Venezolana de Fútbol. Integrante del equipo campeón de la Copa Mundial de Fútbol 1986. Jugaba como mediocampista. Fue técnico del seleccionado argentino de fútbol.

## Trayectoria
Surgido de Argentinos Juniors, fue campeón y subcampeón del mundo con la Selección Argentina en los mundiales de fútbol de México 1986 y de Italia 1990, respectivamente. Debutó como profesional en Primera División con Argentinos Juniors el 14 de junio de 1981 en un partido contra Estudiantes (con derrota 0-2).
Como director técnico dirigió a Argentinos Juniors en el Torneo Nacional B, en 2003/04, logrando el ascenso del club que lo vio debutar en Primera División, años más tarde dirige el seleccionado Sub-20 argentino; también dirigió el equipo olímpico que consiguió la medalla dorada en los Juegos Olímpicos Pekín 2008 representando a la Argentina. En 2009 condujo el seleccionado sub-20 durante el torneo Sudamericano de la categoría, y quedó eliminado sorpresivamente del Mundial de Egipto, en el que era bicampeón defensor.
Pasó a ser el director técnico interino de la Selección Argentina tras la no renovación de contrato a Diego Maradona por parte de la Asociación del Fútbol Argentino.
El 3 de noviembre de 2010 fue confirmado oficialmente como director técnico de la selección argentina hasta la Mundial 2014. El 25 de julio de 2011, fue despedido después de la pobre presentación del seleccionado argentino en la Copa América quedando eliminado en cuartos de final por Uruguay.
En mayo del 2012 se anunció su fichaje como nuevo técnico del Shanghái Shenhua.
En diciembre de 2014 fue desvinculado del club de Shanghái debido a los malos resultados obtenidos en la temporada. Igualmente tuvo la grata experiencia de haber dirigido a Didier Drogba, uno de los mejores delanteros de la historia.
Desde mayo de 2015 hasta mayo de 2016, Batista fue el director técnico de la Selección de Baréin.

## Selección nacional
Debutó el 14 de noviembre de 1985, en Los Ángeles, en un partido amistoso contra México, totalizando en la selección argentina treinta y nueve partidos sin goles. En México 1986 se consagró campeón del mundo, jugando los siete partidos que disputó su selección, totalizando 535 minutos jugados. Fue convocado a las Copas América de 1987 y 1989. En el mundial de Italia 90, disputó cuatro encuentros y logró el subcampeonato.

### Participaciones en Copas del Mundo

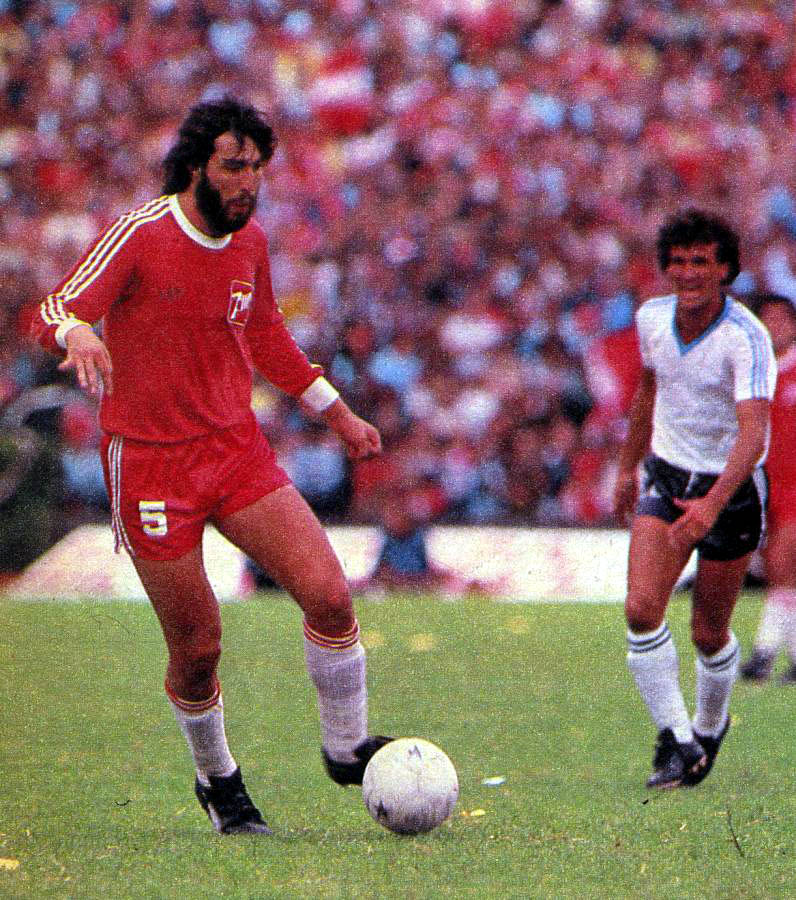
Batista jugando para Argentinos Juniors en 1984.

| Mundial      | Sede   | Resultado  | Partidos | Goles |
| ------------ | ------ | ---------- | -------- | ----- |
| Mundial 1986 | México | Campeón    | 7        | 0     |
| Mundial 1990 | Italia | Subcampeón | 4        | 0     |

### Participaciones en Copas América
| Mundial           | Sede      | Resultado    | Partidos | Goles |
| ----------------- | --------- | ------------ | -------- | ----- |
| Copa América 1987 | Argentina | Cuarto lugar | 3        | 0     |
| Copa América 1989 | Brasil    | Tercer lugar | 5        | 0     |

## Clubes

### Como futbolista
| Club                    | País      | Año       |
| ----------------------- | --------- | --------- |
| A.A. Argentinos Juniors | Argentina | 1980-1987 |
| River Plate             | Argentina | 1988-1990 |
| A.A. Argentinos Juniors | Argentina | 1991      |
| Nueva Chicago           | Argentina | 1992-1993 |
| Tosu Futures            | Japón     | 1993-1994 |
| All Boys                | Argentina | 1997-1999 |

### Como entrenador
| Club                                | País      | Año       |
| ----------------------------------- | --------- | --------- |
| Tosu Futures                        | Japón     | 1994-1997 |
| All Boys                            | Argentina | 1999      |
| Bella Vista                         | Uruguay   | 2000      |
| A.A. Argentinos Juniors             | Argentina | 2001-2003 |
| C.A. Talleres de Córdoba            | Argentina | 2003      |
| C.A. Nueva Chicago                  | Argentina | 2004-2005 |
| Godoy Cruz                          | Argentina | 2006-2007 |
| Selección Argentina Sub-20/Olímpica | Argentina | 2007-2010 |
| Selección Argentina                 | Argentina | 2010-2011 |
| Shanghái Shenhua                    | China     | 2012-2014 |
| Selección de Baréin                 | Baréin    | 2015-2016 |
| Qatar SC                            | Catar     | 2018-2019 |

## Palmarés

### Como jugador

#### Campeonatos nacionales
| Título                         | Club                     | País      | Año     |
| ------------------------------ | ------------------------ | --------- | ------- |
| Campeonato de Primera División | A. A. Argentinos Juniors | Argentina | 1984    |
| Campeonato de Primera División | A. A. Argentinos Juniors | Argentina | N-1985  |
| Campeonato de Primera División | C. A. River Plate        | Argentina | 1989-90 |

#### Campeonatos internacionales
| Título                       | Club                     | Sede          | Año  |
| ---------------------------- | ------------------------ | ------------- | ---- |
| Copa Libertadores de América | A. A. Argentinos Juniors | Asunción      | 1985 |
| Copa Interamericana          | A. A. Argentinos Juniors | Puerto España | 1986 |

| Título                  | Selección | Sede   | Año  |
| ----------------------- | --------- | ------ | ---- |
| Copa Mundial de la FIFA | Argentina | México | 1986 |

### Palmarés como entrenador

#### Campeonatos internacionales
| Título           | Equipo (*)       | Sede  | Año  |
| ---------------- | ---------------- | ----- | ---- |
| Juegos Olímpicos | Argentina Sub-23 | Pekín | 2008 |

(*) Incluyendo la selección.